# Megamelus geranor
Megamelus geranor är en insektsart som först beskrevs av George Willis Kirkaldy 1907.  Megamelus geranor ingår i släktet Megamelus och familjen sporrstritar. Inga underarter finns listade i Catalogue of Life.